# Spantax
Spantax S.A. va ser una companyia aèria espanyola que va operar entre els anys 1959 i 1988. La seva seu es trobava a Madrid.

## Primers anys
Spanish Air Taxi Líneas Aéreas S.A. va ser fundada el 6 d'octubre del 1959 per l'ex-pilot d'Iberia Rodolfo Bay Wright i l'ex assistent de vol d'Iberia Marta Estades Sáez. La companyia es va situar a l'aeroport de Gran Canària (Illes Canàries), començant les seves operacions llogant avions per geòlegs i tècnics que buscaven petroli al Sàhara i a l'Àfrica Occidental Espanyola. Els primers destins van incloure Al-Farsia, Gaada, Itguy, Mardesiat, Tindouf, Dakhla, Lagouira i Al-Aaiun. El 1959 la companyia va comprar tres Airspeed Consul, dos Airspeed Oxford, un Auster i un Avro Anson. Un Douglas DC-3 es va afegir a la flota el 1960.

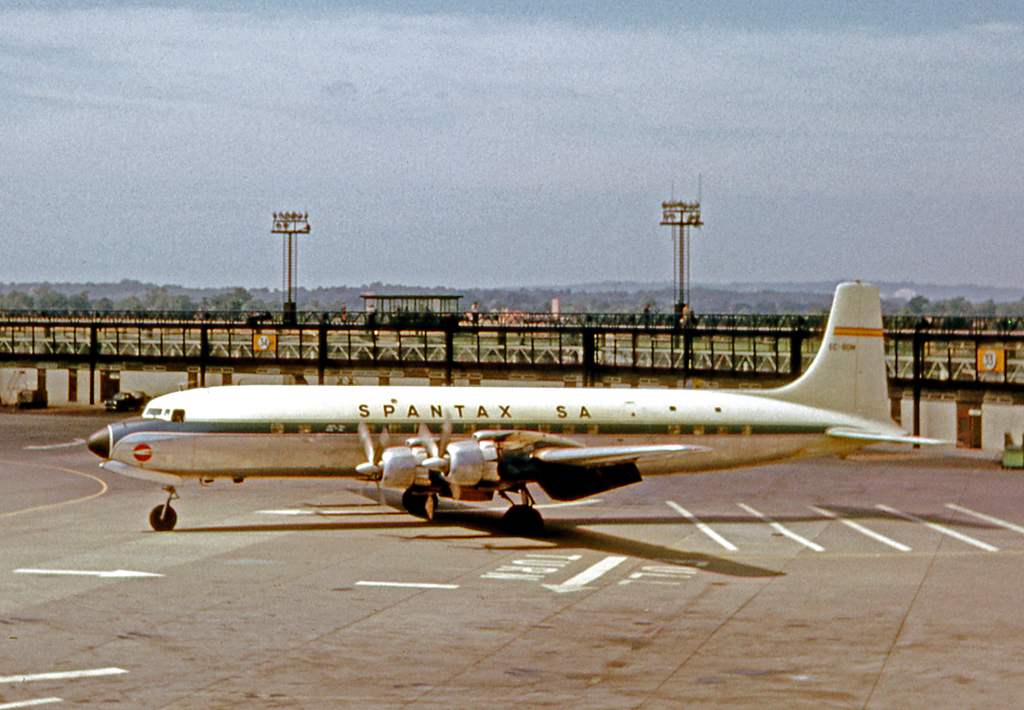
Spantax Douglas DC-7C a l'Aeroport de Londres-Gatwick el 1966

A finals del 1960, la companyia va comprar dos DC-3 a Swissair, que van ser afegits al servei el maig del 1961, operant com a vols turístics amb les Illes Canàries, afegint-se'ls després un Piper Apache per a vols de curta durada. La flota es va ampliar el 1962 amb un Beechcraft Model 18, un avió executiu, i un Bristol 170, que va ser cedit per Iberia. The Bristol va ser retornat a Iberia l'any següent, i quatre Douglas DC-4 van ser adquirits; el primer al Congo belga i, els altres tres, a la companyia Aviaco. El Douglas DC-7 va entrar en servei amb la companyia l'abril del 1963, arribant a tenir Spantax vuit vols operatius amb el Regne Unit i la resta d'Europa. Entre el juny del 1963 i el setembre del 1967, l'aerolínia també va adquirir quatre DC-4 més, i al maig del 1965 va aconseguir dos Douglas DC-6.
Entre 1962 i 1965 la companyia operava amb DC-3 i de Havilland Canada DHC-2 Beaver en rutes per Air Mauritanie, i el 1966 l'aerolínia va convertir-se en la primera companyia espanyola en operar amb el Fokker F-27, que va ser posat en servei en les rutes de les Canàries. El 7 de desembre del 1965, l'aerolínia va patir el seu primer accident, quan un DC-3 que volava des de l'aeroport de Los Rodeos (Tenerife) a Gran Canària va xocar just a l'enlairar-se, provocant la mort de 28 passatgers i 4 tripulants.
Després de rebre l'aprovació de les autoritats espanyoles per operar amb vols xàrter de passatgers, l'empresa va canviar les seves oficines centrals de lloc, passant de Gran Canària a Palma. La base de les Illes Balears va ser escollida pel rol que Mallorca estava agafant pel desenvolupament del turisme a Espanya, alhora que l'aerolínia agafava més prestigi al mercat europeu.

## Anys del Jet

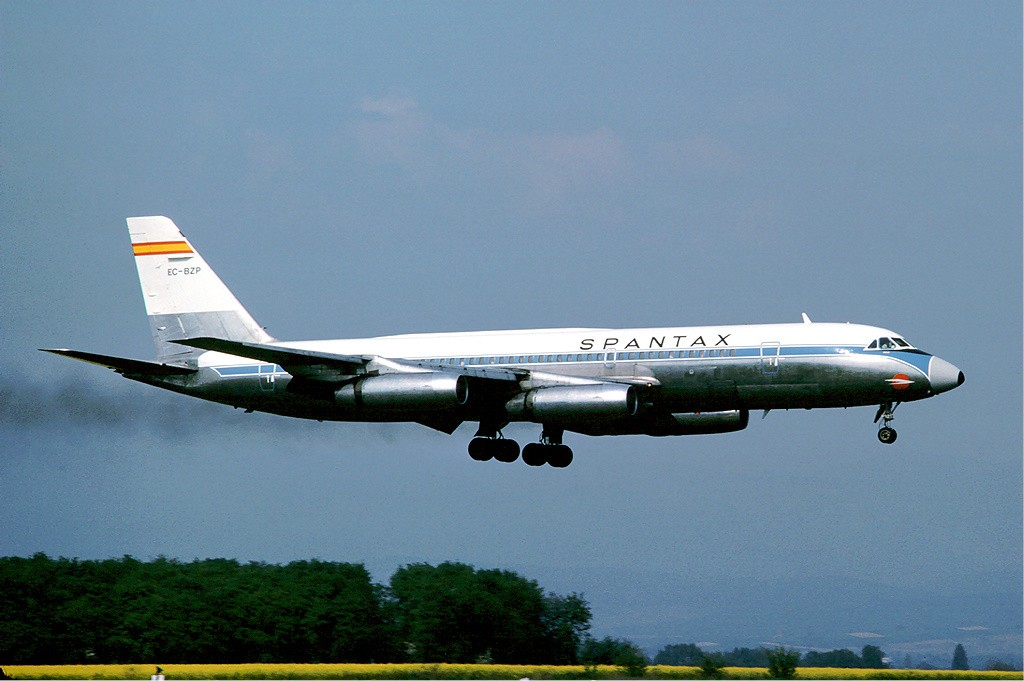
Convair CV-990 de Spantax a l'Aeroport de Basilea-Mulhouse-Friburg, Juny 1976

La companyia va entrar a l'època del Jet quan al febrer i al maig del 1967 va incloure a la seva flota dos Convair 990 de segona mà, provinents de l'American Airlines. Entre 1968 i 1972, s'hi van afegir vuit Convair 990 més; dos dels quals havien estat d'Iberia entre 1967 i 1969. El 5 de gener del 1970, un CV-990 va xocar just després d'enlairar-se de l'Aeroport Arlanda d'Estocolm després d'haver tingut problemes amb un dels seus motors, morint cinc passatgers en l'accident. Un altre dels Convairs va xocar el 3 de desembre del 1972, després d'enlairar-se de Los Rodeos, en un vol cap a Múnic. L'avió va agafar 90 metres d'alçada abans de xocar, provocant la mort de tots els passatgers i la tripulació de bord, un total de 155 persones, convertint l'accident en el més greu patit per una aerolínia espanyola fins al moment.
Un Convair 990 de la companyia que feia el recorregut Madrid-Londres es va veure involucrat en una col·lisió aèria amb un McDonnell Douglas DC-9 d'Iberia sobre Nantes el 5 de març del 1973. L'avió de Spantax va perdre part de la seva ala esquerra, però els seus pilots van aconseguir aterrar l'avió a l'aeroport de Nantes; de totes maneres, el DC-9 d'Iberia va xocar, provocant la mort de les 68 persones, entre passatgers i tripulació, que es trobaven a bord. La companyia va adquirir encara quatre Convairs més de la Swissair l'abril, el maig i el juny del 1975, convertint-se en la major operadora mundial d'aquest model.

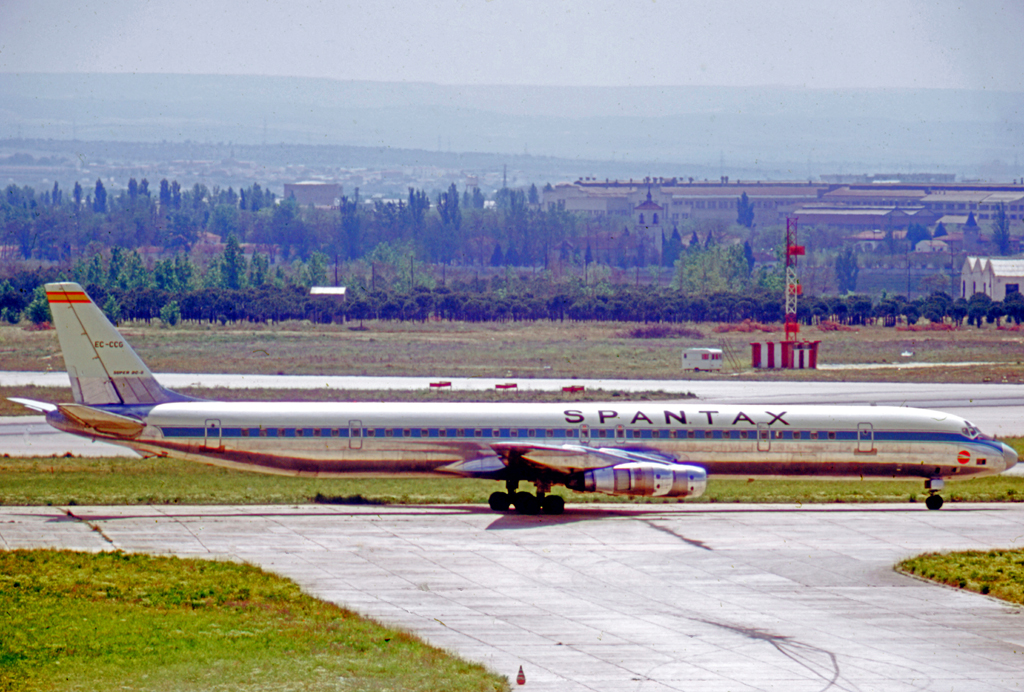
Douglas DC-8-61CF de Spantax a l'Aeroport de Madrid-Barajas el 1973

Com que necessitava un avió amb categoria intercontinental, Spantax va adquirir dos Douglas DC-8 de Trans Caribbean Airways el febrer del 1973, arribant a operar amb uns altres quatre del mateix model. Dos McDonnell Douglas DC-9 van ser comprats a Southern Airways l'abril del 1974 per fer front a la demanda de rutes nacionals i europees. L'octubre del 1978 la companyia va posar en servei el seu primer avió de fuselatge ample, un McDonnell Douglas DC-10, que va posar en servei per a rutes amb els Estats Units. El 1980 l'empresa tenia en plantilla un total de 1.168 empleats, un volum de 2.017.000 passatgers l'any, i uns beneficis de 9.953 bilions de pessetes.
El 13 de setembre del 1982, el Vol 995 de Spantax a Nova York va xocar després d'un enlairament avortat a Màlaga. El DC-10 va sortir de la pista i va creuar una autopista abans de xocar contra uns edificis agrícoles, amb la qual cosa es va produir un incendi a la part posterior del fuselatge. 50 dels 394 passatgers i tripulants de bord hi van morir. El 1983, Spantax es va convertir en la primera aerolínia espanyola en volar al Japó per la via del Pol Nord, amb una escala a Anchorage,i al mateix any, un Boeing 737-200 es va afegir a la flota, per reemplaçar els DC-9. Nous vols des de Palma a Turku, Kuopio, Tampere i Vaasa a Finlàndia es van començar a realitzar amb el 737 el 1984, i l'agost d'aquell any la companyia va començar a volar a Veneçuela amb els DC-10 en col·laboració amb Iberia i VIASA.

## Desaparició
A mitjans de la dècada dels anys 80, la competitivitat entre les aerolínies europees era molt intensa, i en conjunció amb l'espiral ascendent del preu del petroli, la sort de l'aerolínia va donar un gir. Tenint una flota obsoleta, la companyia es va veure obligada a cedir un 737 de SABENA, i dos Boeing 747 i un DC-10 de Malaysian Airline System.
El 1987, amb molts problemes econòmics i castigada per les vagues dels treballadors, Spantax va ser venuda a l'Aviation Finance Group, situat a Luxemburg. Els nous amos van comprometre's a afegir 3 bilions de pessetes al capital, i una inversió de 4 bilions de pessetes. Segons les autoritats espanyoles, feia falta un total de 13 bilions per reorganitzar la companyia, renovar la flota i mantenir operativa l'aerolínia amb 15 avions fins al 1993. Els intents per reflotar l'aerolínia, afegint a la flota els McDonnell Douglas MD-80, i negociant amb China Airlines per l'adquisició d'un Boeing 767 van ser infructuosos. Després de la retirada de l'Autoritat d'Inversions de Kuwait, que havia fet una oferta per comprar la companyia, Spantax va cessar totes les seves operacions el 29 de març del 1988, deixant a uns 7.000 passatgers encallats a Europa.

## Accidents i incidents
- 7 de desembre de 1965. 32 morts en estavellar-se un Dc3 a l'aeroport de los Rodeos a Tenerife
- 5 de gener del 1970. 5 tripulants moren a l'estavellar-se un Convair 990 de Spantax prop de l'Aeroport Arlanda d'Estocolm.
- 30 de setembre del 1972. Un passatger va morir al xocar el Douglas C-47 de la companyia quan s'enlairava a l'Aeroport de Madrid-Barajas.[14]
- 1972. Moren 3 persones en un DC-3 de la companyia a la pista d'enlairament de Madrid.
- 3 de desembre del 1972. Un Convair 990 xoca a l'Aeroport de Tenerife, morint set tripulants i 148 passatgers.
- 5 de març del 1973. Un Convair 990 que feia la ruta Madrid-Londres xoca amb un McDonnell Douglas DC-9 d'Iberia sobre Nantes. L'avió de Spantax perd part de la seva ala esquerra, però aconsegueix aterrar a l'Aeroport de Nantes. Tot i així, el DC-9 d'Iberia s'estavella matant les 68 persones de bord.
- El 1974 va esclatar una epidèmia de febre tifoide en un vol de la companyia entre Tenerife i Hèlsinki. L'epidèmia va ser causada pel menjar mal cuinat a l'avió.
- El 1980, un Learjet 35 va xocar prop de l'antic aeroport de Mallorca. Van morir quatre persones.
- El 13 de setembre de 1982 el Vol 995 de Spantax, un DC-10, va xocar quan es preparava per enlairar-se a Màlaga. L'avió va travessar l'autopista i es va estavellar contra unes instal·lacions de formigó, causant la mort de 50 dels 394 passatgers.